# Lacronia serripes
Lacronia serripes is een hooiwagen uit de familie Gonyleptidae.